# Мёрен, Лео
Лео Мёрен (фр. Leo Meurin; 23 января 1825, Берлин, Германия — 1 июня 1895, Порт-Луи, Маврикий) — католический архиепископ, иезуит, миссионер, ординарий апостольского викариата Бомбея, архиепископ Порт-Луи.

## Биография
В 1848 году был рукоположён в священника, после чего работал секретарём кардинала Иоганна фон Гайселя. 8 апреля 1853 года поступил в монашеский орден иезуитов, после чего обучался в Бонне, Берлине и Тюбингене.
27 октября 1858 года прибыл в Бомбей, где стал заниматься миссионерской деятельностью.  Служил приходским священником в Гоа, участвовал в основании иезуитского колледжа святого Франциска Ксаверия.
После назначения Вальтера Стейнс-Биссхопа ординарием апостольского викариата Бенгалии Лео Мёрин исполнял обязанности апостольским викарием епархии Бомбея.
2 февраля 1868 года был рукоположён в епископа.
Участвовал в I Ватиканском соборе, на котором состоял в партии меньшинства, выступающего против принятия догмата о папской непогрешимости. Лео Мёрин голосовал против принятия апостольской конституции Pastor Aeternus.
В 1876 году был назначен Святым Престолом апостольским визитатором Восточных католических церквей в окрестностях Керала.
С 1881 по 1885 гг. основал приход в Кендале, институт для глухих и прокажённых в Бомбее.
27 сентября 1887 года Лео Мёрен был назначен архиепископом епархии Порт-Луи, где он работал до своей смерти 1 июня 1895 года. Был похоронен в соборе Порт-Луи.

## Сочинения
- God and Brahma, Bombay, 1865.
- The Padroado Question and The Concordat Question, Bombay, 1885.
- Zoroastre and Christ, Bombay, 1882.
- Mémorial to the R.H. the Secretary of State for India in Council, Bombay, 1883.
- Ethics, Port-Louis, 1891.
- Select Writings... with a biographical sketch, Bombay, 1891.
- La franc-maçonnerie, synagogue de Satan, Paris, 1893.